# Перри (тауншип, Миннесота)
Перри (англ. Perry) — тауншип в округе Лак-ки-Парл, Миннесота, США. На 2000 год его население составило 137 человек.

## География
По данным Бюро переписи населения США площадь тауншипа составляет 95,8 км², из которых 95,5 км² занимает суша, а 0,3 км² — вода (0,35 %).

## Демография
По данным переписи населения 2000 года здесь находились 137 человек, 49 домохозяйств и 36 семей. Плотность населения — 1,4 чел./км². На территории тауншипа расположено 59 построек со средней плотностью 0,6 построек на один квадратный километр. Расовый состав населения: 97,81 % белых, 0,73 % афроамериканцев, 0,73 % азиатов и 0,73 % приходится на две или более других рас. Испанцы или латиноамериканцы любой расы составляли 0,73 % от популяции тауншипа.
Из 49 домохозяйств в 40,8 % воспитывались дети до 18 лет, в 65,3 % проживали супружеские пары, в 4,1 % проживали незамужние женщины и в 24,5 % домохозяйств проживали несемейные люди. 24,5 % домохозяйств состояли из одного человека, при том 14,3 % из — одиноких пожилых людей старше 65 лет. Средний размер домохозяйства — 2,80, а семьи — 3,38 человека.
34,3 % населения — младше 18 лет, 5,8 % — в возрасте от 18 до 24 лет, 25,5 % — от 25 до 44, 19,7 % — от 45 до 64, и 14,6 % — старше 65 лет. Средний возраст — 37 лет. На каждые 100 женщин приходилось 158,5 мужчин. На каждые 100 женщин старше 18 приходилось 130,8 мужчин.
Средний годовой доход домохозяйства составлял 30 833 доллара, а средний годовой доход семьи — 33 750 долларов. Средний доход мужчин — 27 375 долларов, в то время как у женщин — 17 500. Доход на душу населения составил 16 788 долларов. За чертой бедности находились 4,8 % семей и 7,2 % всего населения тауншипа, из которых 11,6 % младше 18 лет.